# Військова академія флоту Японії

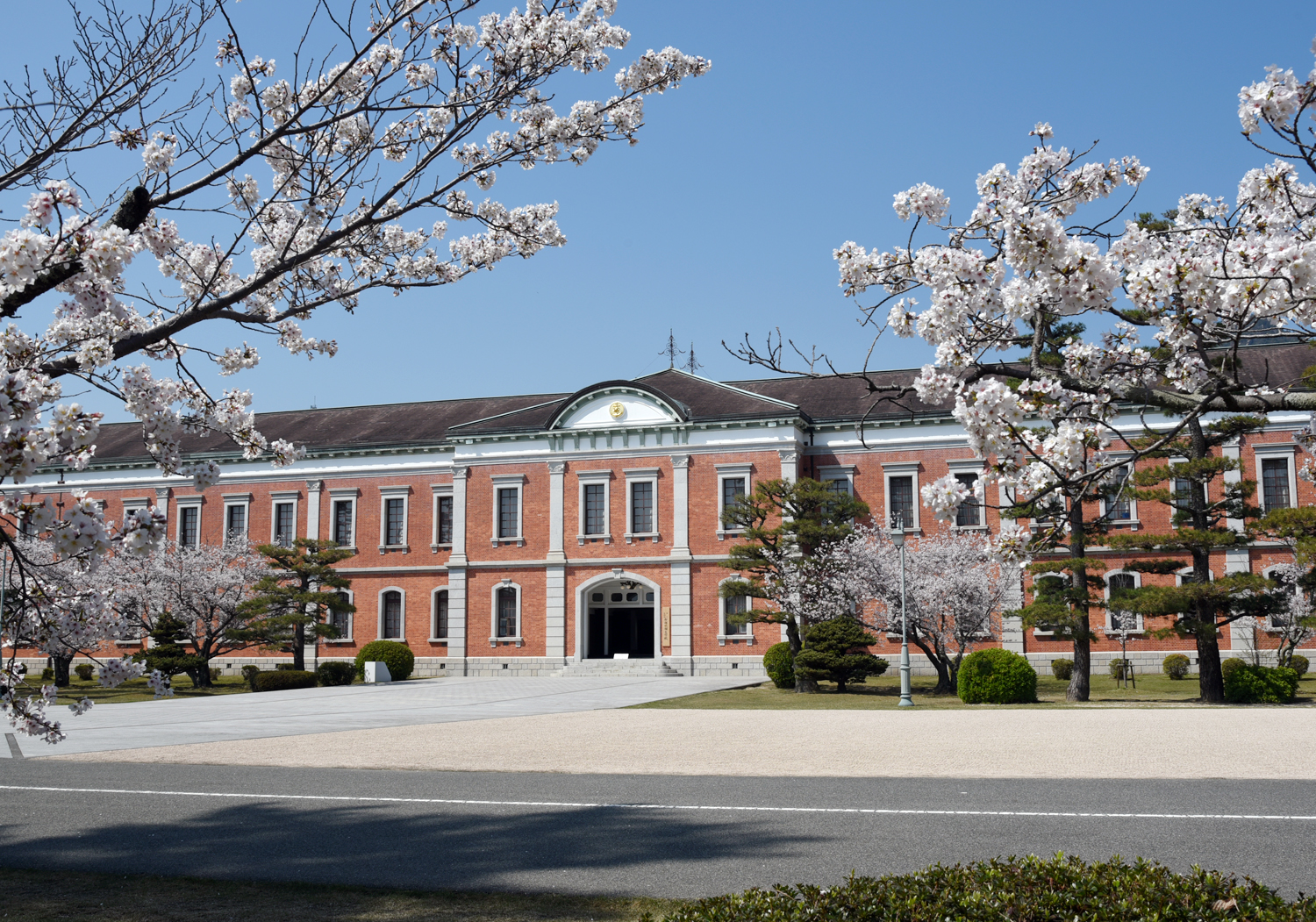
Будинок колишньої Військової академії. Сучасне училище Військово-морських Сил Самооборони Японії.

Військо́ва акаде́мія фло́ту Япо́нії (яп. 海軍兵学校, かいぐんへいがっこう, МФА: [kaiguɴ hei̯gak̚.koː]) — військова академія в Японії, вищий навчальний заклад з підготовки офіцерів Імперського флоту. Існувала протягом 1876—1945 років.

## Короткі відомості
Військова академія флоту походила від Флотського тренувального училища, заснованого 1869 року в токійському районі Цуйдзі. Наступного року установу перейменували в Училище флоту Японії, а 1876 року — на Військову академію. 1888 року її перенесли з Токіо до Етадзіми в префектурі Хіросіма, у Внутрішньому Японському морі. Відтоді слово «Етадзіма» використовувалося як синонім академії.
До Військової академії відбирали здібних юнаків, віком від 16 до 19 років. Вони проходили 4-літній курс підготовки, по закінченню якого отримували звання мічманів. За 2 роки дійсної служби у військово-морському флоті юнаки отримували офіцерське звання молодших лейтенантів. В академії опановувалися загальноосвітні й військові предмети. Важлива роль відводилася вивченню іноземних мов, фізичним тренуванням та технічній підготовці курсантів. Замість класів існував поділ на військові підрозділи.
Окрім молодих юнаків до Військової академії приймали унтер-офіцерів, які відзначилися на службі.
Випускники академії формували еліту Імперського флоту Японії. Організації випускників сприяли просуванню по службі своїх підопічних. За кількістю та якістю підготовлених кадрів Військова академія флоту Японії була одним із світових лідерів, поряд з британським Військово-морським коледжем та американською Військово-морською академією.
Військова академія була закрита 1945 року у зв'язку з поразкою Японії у Другій світовій війні. 1956 року на базі колишньої академії була сформована Перша технічна школа та училище Військово-морських Сил Самооборони Японії. На території училище діє особливий музей, присвячений Військовій академії.